# Alex Turrin
Alex Turrin (né le 3 juin 1992 à Feltre en Vénétie) est un coureur cycliste italien, professionnel en 2017 et 2018.

## Biographie
En mai 2018, il participe au Tour d'Italie, son premier grand tour, où il remplace au dernier moment Filippo Pozzato qui est forfait en raison de l'hospitalisation de son père, très malade. Non-conservé par Wilier Triestina-Selle Italia à l'issue de la saison 2018, il met fin à sa carrière.

## Palmarès et résultats

### Palmarès par année
- 2013
  - 2e du Gran Premio Madonna del Carmine
  - 3e du Giro del Medio Brenta
  - 3e du Trofeo Petroli Firenze
- 2014
  - Trophée Learco Guerra
  - Trofeo Menci Spa
  - Grand Prix de la ville d'Empoli
  - 3e de la Coppa Cicogna
- 2015
  - Trofeo Figros
  - Trofeo Castelnuovo Val di Cecina
  - Coppa Ciuffenna
  - Coppa in Fiera San Salvatore
  - 2e du Grand Prix de la ville d'Empoli
  - 2e du Mémorial Filippo Micheli
  - 2e du Gran Premio Città di Vigonza
  - 3e du Gran Premio La Torre
  - 3e de la Coppa Penna
- 2016
  - 7e étape du Tour du Maroc
  - 2e du Tour de Serbie
  - 3e du Sibiu Cycling Tour

### Résultats sur les grands tours

#### Tour d'Italie
1 participation 
- 2018 : 86e

### Classements mondiaux
| Année           | 2012 | 2013 | 2014 | 2015 | 2016 | 2017  |
| --------------- | ---- | ---- | ---- | ---- | ---- | ----- |
| UCI Europe Tour | 815e | 616e | nc   | 824e | 344e | 1409e |